# زمین‌لرزه ۱۹۸۶ پرو
زمین‌لرزه پرو  در تاریخ ۵ آوریل ۱۹۸۶ میلادی، برابر با ‎۱۶ فروردین ۱۳۶۵، ساعت ۲۰:۱۴:۲۸ به زمان یوتی‌سی در پرو رخ داد. ژرفای این زلزله ۴۹ کیلومتر بود، و بزرگی آن ۵٫۲ در مقیاس Mw اعلام شده‌است. زمین‌لرزه به وقت محلی در روز شنبه، ساعت ۱۵ روی داده و منطقه زمانی آن یوتی‌سی -۵ بوده‌است .
سازمان زمین‌شناسی آمریکا نیز رومرکز این زمین‌لرزه را در مختصات ۱۳°۲۴′۳۶″جنوبی ۷۱°۴۷′۰۶″غربی / ۱۳٫۴۱°جنوبی ۷۱٫۷۸۵°غربی و ژرفای آن را در ۵۰ کیلومتر گزارش کرده‌است. بزرگی برگزیدهٔ این سازمان از میان بزرگی‌های محاسبه‌شدهٔ مختلف ۵٫۳ در مقیاس Mb بوده و از دید اثر، در میان چهار دسته‌بندی «نامحسوس»، «محسوس»، «زیان‌آور» یا «با تلفات»، زلزله را «با تلفات» اعلام کرده‌است.۲۰۰۰ ساختمان در زمین‌لرزه خراب شده‌است.رانش زمین در آن به وجود آمده‌است.
پروژهٔ «تنسور گشتاور مرکزوار» زاویه‌های (راستا، شیب، ریک) گسل سازندهٔ زمین‌لرزه و صفحه عمود بر آن را (°۱۲۱، °۳۲، °۶۵-) یا (°۲۷۳، °۶۱، °۱۰۴-) و نوع گسل را «عادی» فرارسانده‌است.
شمار کشتگان زلزله حدود ۱۶ نفر بوده‌است.تعداد زخمیان ۱۷۰ نفر برآورده شده‌است.